# Christine of the Hungry Heart
Christine of the Hungry Heart è un film muto del 1924 diretto da George Archainbaud. La sceneggiatura si basa su Christine of the Hungry Heart, racconto di Kathleen Norris pubblicato su Hearts't International (settembre-dicembre 1923/gennaio-marzo 1924).

## Produzione
Il film fu prodotto dalla Thomas H. Ince Corporation.

## Distribuzione
Distribuito dalla First National Pictures e presentato da Thomas H. Ince, il film uscì nelle sale cinematografiche degli Stati Uniti il 12 ottobre 1924. Il copyright del film, richiesto dalla Thomas H. Ince Corp., fu registrato il 16 ottobre 1924 con il numero LP20659.